# Jean Kockerols

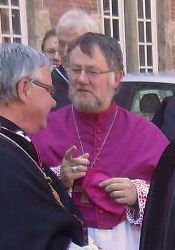
Jean Kockerols (mit Bart), in Brügge, 2011

Wappen von Jean Kockerols

Jean Kockerols (* 13. August 1958 in Brecht) ist Weihbischof im Erzbistum Mecheln-Brüssel.

## Leben
Jean Kockerols studierte zunächst Rechtswissenschaften mit Schwerpunkt Seerecht und war als Anwalt bei Compagnie Maritime Belge, einer belgischen Reederei, tätig. Er engagierte sich für L’Arche des Jean Vanier und trat in das Priesterseminar ein und studierte Philosophie und Katholische Theologie und empfing am 18. September 1993 in Brüssel die Priesterweihe. Er absolvierte Studien in kanonischen Recht und Philosophie. An der Päpstlichen Universität Gregoriana in Rom wurde er in Theologie promoviert. 1995 wurde er Vikar in Etterbeek in Notre-Dame du Sacré-coeur. 2006 wurde er zum Subregens des erzbischöflichen Priesterseminars in Brüssel ernannt, wo er die jungen Priesteranwärter begleitete. 2004 wurde er Pfarrer in Ukkel-Saint Pierre. 2007 wurde er Dekan von Brüssel-Süd. Rr war Leiter der  Er war am Institut d’Etudes Théologiques in Brüssel, am "Centre d'études théologiques et pastorales" (CETEP) in Brüssel, sowie Gründungsdirektor des "Centre d'études pastorales" (CEP) der Diözese.
Papst Benedikt XVI. ernannte ihn am 22. Februar 2011 zum Weihbischof in Mecheln-Brüssel und Titularbischof von Ypres. Der Erzbischof von Mecheln-Brüssel, André-Joseph Léonard, spendete ihm und den gleichzeitig zu Weihbischöfen ernannten Léon Lemmens und Jean-Luc Hudsyn am 3. April desselben Jahres die Bischofsweihe; Mitkonsekratoren waren Godfried Kardinal Danneels, Alterzbischof von Mecheln-Brüssel, und Giacinto Berloco, Apostolischer Nuntius in Belgien und Luxemburg. Als Wahlspruch wählte er Beati invitati ad cenam Domini.
Kockerols ist seit 2011 Mitglied der Kommission der Bischofskonferenzen der Europäischen Gemeinschaft (COMECE) und deren Vizepräsident.